# The Vanguard Group
The Vanguard Group, «Вэ́нгард Груп» — частная компания по управлению инвестиционными фондами; наряду с BlackRock и State Street составляет «большую тройку» инвестиционных компаний США. Штаб-квартира расположена в городке Вэлли-Фордж (пригород Филадельфии, штат Пенсильвания). Основана в 1975 году Джоном Боглом. Компания объединяет в себе 431 фонд, из них 204 в США и 227 зарубежных фондов, и ею владеют инвесторы этих фондов.
Общее количество инвесторов на январь 2023 года составляло более 30 млн. Компания управляет индивидуальными пенсионными счетами, сберегательными счетами на обучение, различными видами финансовой ренты и оказывает консультационные услуги своим клиентам. Размер активов под управлением по состоянию на март 2022 года составлял 8,1 трлн долларов.
Vanguard Group является одним из крупнейших акционеров крупнейших банков США: Bank of America, JPMorganChase, Citigroup, Goldman Sachs, Morgan Stanley, что обеспечивает гиперконцентрацию капитала. Из-за этого компанию называют «инвестиционным Левиафаном».
Помимо банков Vanguard Group участвует в управлении таких мировых гигантов как Apple, Microsoft, ExxonMobil, Johnson & Johnson, Amazon, Meta Platforms, General Electric, Berkshire Hathaway, AT&T, Alphabet.

## История
Первый фонд из входящих в группу Vanguard был основан в 1929 году под названием Industrial and Power Securities Company. Сама группа начала работу в 1975 году. Её основатель Джон Богл до этого был председателем инвестиционного фонда управляющей компании Wellington Management Company LLP, но был уволен за неудачное слияние. После этого он основал свою группу взаимных фондов, названную в честь флагманского корабля адмирала Нельсона, HMS Vanguard (рус. Авангард — передовой отряд).
По принципам, сформулированным им в дипломной работе «Экономическая роль инвестиционной компании». Основная идея этой работы — нет необходимости держать в фонде большое количество аналитиков, решающих, стоит ли покупать акции той или иной компании, такую же прибыльность можно получить просто инвестируя в 500 крупнейших компаний.
В 1975 году Богл воплотил свои идеи в жизнь, создав первый[уточнить] индексный фонд Vanguard 500 Index Fund, основанный на индексе S&P 500 и соответствующую ценную бумагу, торгуемую на бирже. С 1981 года активы под управлением компании удваивались практически раз в три года. В 1981 году они составили — 3 млрд $, 1983 — 6 млрд $, 1985 — 12 млрд $, 1987 — 24 млрд $, 1990 — 50 млрд $ и т. д. С 1996 по 2005 активы под управлением выросли с 200 млрд до 800 млрд $.
В 1984 году в состав Vanguard вошла основанная годом ранее компания по управлению фондами (на то время одним фондом) PRIMECAP Management Company. В 1989 году во главе Vanguard стал Джон Бреннан.
В 1995 году была создана группа из четырёх фондов Vanguard Horizon Funds, в том числе Capital Opportunity Fund, которые были ориентированы на более рискованные инвестиции, чем другие фонды Vanguard.
Вскоре Vanguard 500 Index Fund стал крупнейшим взаимным фондом в мире. Индексные фонды Vanguard с 1998 по 2008 год опережали аналогичные фонды с активным управлением на 99 % — инвестиции в долгосрочные облигации, 96 % — в среднесрочные и 92 % — в краткосрочные облигации. Известный американский инвестор Уоррен Баффет называет долгосрочные вложения в индексные фонды одной из лучших инвестиционных стратегий.
В 1996 году The Vanguard Group открыла первый офис за пределами США — в Мельбурне (Австралия). В том же году Джон Богл покинул должность главного исполнительного директора (CEO) компании. С 1996 по 2008 год эту должность занимал Бреннан, Джон Джек, а 31 августа 2008 года главным исполнительным директором компании стал Ф. Уильям МакНабб III, с 2010 года он возглавил совет директоров The Vanguard Group.
В 2014 году активы компании впервые достигли 3 трлн долларов, а в 2018 году превысили 5 трлн.

## Собственники и руководство
The Vanguard Group принадлежит по официальным данным 58 акционерам, из которых 23 это руководство компании, а остальные это инвестиционные фонды управляемые компанией и партнёрами (другими компаниями). Более 70 процентов акций принадлежит руководству компании.
Мортимер Джей (Тим) Баклей (Mortimer J. Buckley, род. в 1969 году) — председатель совета директоров и главный исполнительный директор с 2018 года, в компании с 1991 года.

## Деятельность
The Vanguard Group предлагает частным инвесторам возможности инвестировать во взаимные фонды компании, в торгуемые на бирже фонды, персональные трастовые услуги, а также инвестирование в акции, облигации и сторонние фонды. Консультирует по финансовому планированию, управляет пенсионными счетами и сберегательными счетами на оплату обучения. Компания предлагает также ряд услуг для институциональных клиентов.
В 2022 году The Vanguard Group управляла активами для 217 «инвестиционных компаний» — это взаимные фонды США, Канады, Европы (UCITS) и офшорных стран (Каймановы острова) на сумму в $7,795 трлн. Управление активами включало в себя так называемую услугу «sub-advisory services», то есть когда взаимный фонд владеет активами не напрямую, а через посредника (является суб-менеджером).
Рыночная стоимость акций во владении The Vanguard Group из числа котируемых на бирже NASDAQ и NYSE на конец 2022 года составляла 3,93 трлн долларов. Это пакеты акций 4582 компаний. Крупнейшими по стоимости пакетами акций были Apple ($196 млрд), Microsoft ($168 млрд), Alphabet ($87 млрд), Amazon ($70 млрд), Nvidia ($45 млрд), Tesla ($44 млрд), ExxonMobil ($43 млрд), Berkshire Hathaway ($43 млрд), UnitedHealth Group ($41 млрд), Johnson & Johnson ($39 млрд), JPMorganChase ($39 млрд), Visa ($33 млрд), Meta Platforms ($31 млрд), Procter & Gamble ($31 млрд), Home Depot ($31 млрд), Mastercard ($29 млрд), Chevron ($26 млрд), Merck & Co ($24 млрд), Eli Lilly and Company ($24 млрд), AbbVie ($24 млрд), Broadcom ($23 млрд), PepsiCo ($23 млрд), The Coca Cola Company ($22 млрд), Pfizer ($22 млрд), Bank of America ($21 млрд).
Крупнейшие инвестиционные фонды компании на 2022 год:
- Vanguard Total Stock Market Index Fund ($1,21 трлн)
- Vanguard 500 Index Fund ($766 млрд)
- Vanguard Total Intl Stock Idx Fund ($369 млрд)
- Vanguard Total Bond Market Index Fund ($287 млрд)
- Vanguard Institutional Index Fund ($261 млрд)
- Vanguard Total Bond Market II Index Fund ($236 млрд)
- Vanguard Federal Money Market Fund ($211 млрд)
- Vanguard Developed Markets Index Fund ($154 млрд)
- Vanguard Value Index Fund ($151 млрд)
- Vanguard Growth Index Fund ($146 млрд)
- Vanguard Mid Cap Index Fund ($145 млрд)
- Vanguard Small Cap Index Fund ($120 млрд)
- Vanguard Wellington Fund ($111 млрд)
- Vanguard Emerging Markets Stock Index Fund ($102 млрд)

Помимо штаб-квартиры в Пенсильвании у компании есть сеть офисов в США и других странах:
- США: Шарлотт, Скоттсдейл, Вашингтон, Даллас, Малверн
- Австралия: Брисбен, Сидней, Мельбурн
- Великобритания: Лондон
- Германия: Берлин, Франкфурт
- Ирландия: Дублин
- Италия: Милан
- Канада: Торонто
- Китай: Шанхай
- Мексика: Мехико
- Нидерланды: Амстердам
- Франция: Париж
- Швейцария: Цюрих

## Дочерние компании
- Vanguard Advisers, Inc. (Пенсильвания)
- Vanguard Asset Management Limited
- Vanguard Investments UK, Limited (Великобритания)
- Vanguard Investments Australia Limited (Австралия)
- Vanguard Investments Canada Inc. (Канада)
- Vanguard Investments Switzerland GmbH (Швейцария)
- Vanguard Investments Singapore Pte. Limited (Сингапур)
- Vanguard Investments Hong Kong Limited (Гонконг)
- Vanguard Fiduciary Trust Company (Пенсильвания)
- Vanguard National Trust Company, N.A. (Пенсильвания)
- Vanguard Marketing Corporation (Пенсильвания)[21]